# Saint-Germain-les-Paroisses
Saint-Germain-les-Paroisses är en kommun i departementet Ain i regionen Auvergne-Rhône-Alpes i östra Frankrike. Kommunen ligger  i kantonen Belley som ligger i arrondissementet Belley. Kommunens areal är 16,27 km². År 2022 hade Saint-Germain-les-Paroisses 423 invånare.

## Befolkningsutveckling
Antalet invånare i kommunen Saint-Germain-les-Paroisses
Referens: INSEE